# 광주군 (전라남도)

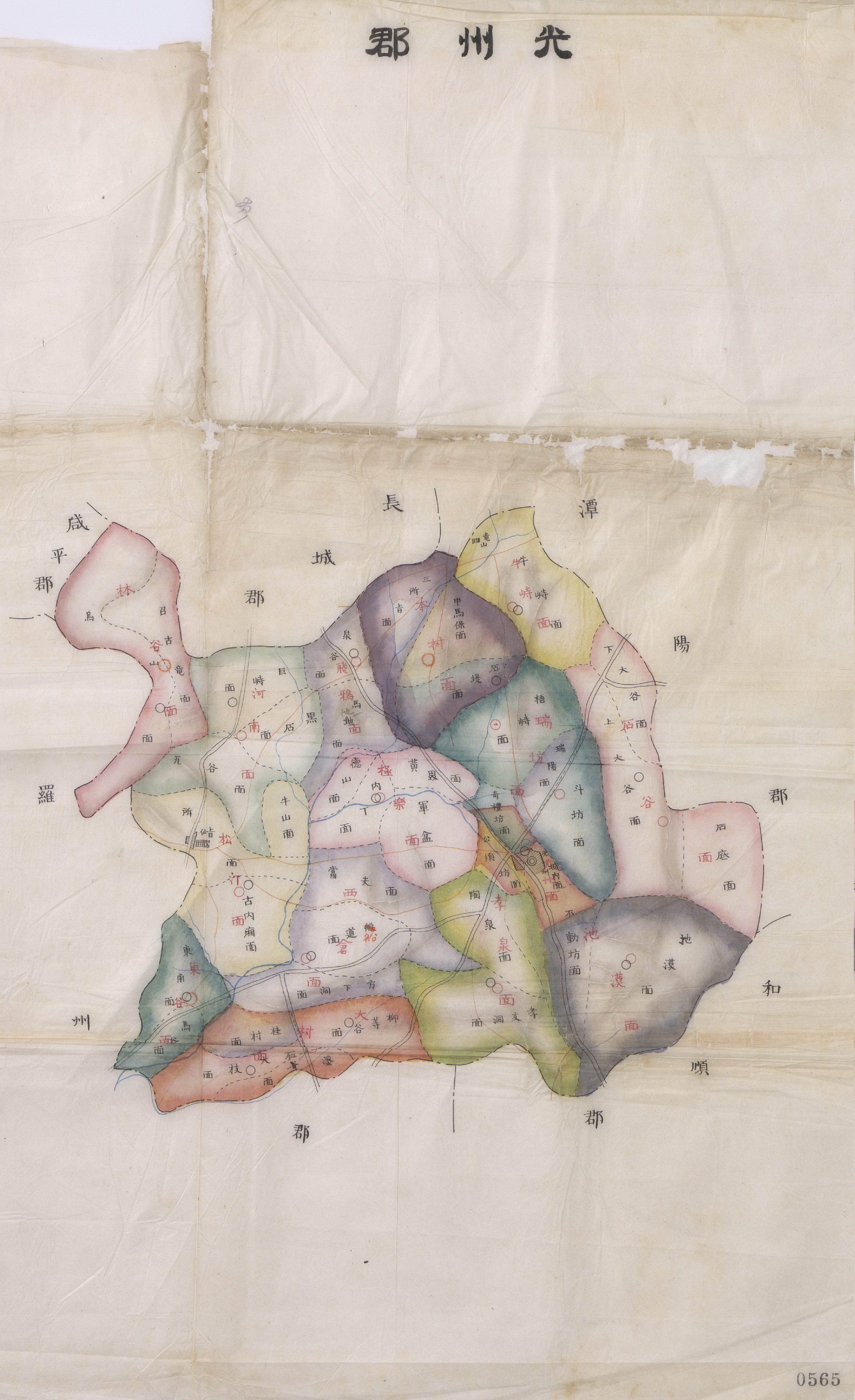
조선총독부의 광주군 지도(1914년)

광주군(光州郡)은 광주광역시의 옛 행정 구역이다. 1935년 광주군 광주읍이 광주부로 승격되어 분리되고, 광주군을 광산군으로 개칭하였다.

## 상세
조선시대에는 전라도 광주목(光州牧)에 속하였고, 갑오개혁으로 광주부(光州府)를 설치하였다. 이후 광주군(光州郡)으로 개편되었으며, 전라남도의 일부 면이 흡수 및 통합되었다. 1949년 광주군 광주읍이 광주시로 승격되어 분리되었으며, 1986년광주시가 직할시로 승격되며 광주군의 대부분 지역이 편입되었다. 남은 광주군의 지역은 광산군이 되었으며, 이마저도 1995년에 광주광역시에 광산구로 편입되면서 사라졌다.

## 역사
1914년의 행정구역과 현재의 행정구역 비교
| 1914년          | 1914년 | 현재              | 현재 |
| 면              | 정·리 | 구                | 동 |
| --------------- | --- | ----------------- | --- |
| 광주면 (光州面) | 궁정, 동문통, 서문통, 남문통, 북문통 일부, 북문통 일부, 동광산정, 서광산정, 서성정, 북성정 일부, 북성정 일부, 중정, 화원정, 부동정, 금정, 서남리 일부, 서남리 일부, 금계리, 향사리, 성저리 일부, 성저리 일부, 수기옥정 일부, 수기옥정 일부 | 광주광역시 동구   | 궁동, 장동, 충장로 일부, 충장로 일부, 충장로 일부, 금남로 일부, 대의동, 광산동, 황금동, 충장로 일부, 금남로 일부, 금남로 일부, 호남동, 불로동, 금동 일부, 남동, 서석동, 금동 일부, 구동+사동, 금남로 일부, 대인동, 수기동, 충장로 일부 |
| 광주면 (光州面) | 누문리 일부, 누문리 일부 | 광주광역시 북구   | 누문동, 북동 |
| 서방면 (瑞坊面) | 우산리, 중흥리, 장호리, 풍향리 일부, 두암리, 각화리, 문흥리, 용봉리, 오치리, 삼각리, 매곡리, 신안리 일부, 신안리 일부, 신안리 일부 | 광주광역시 북구   | 우산동, 중흥동, 산수동 일부, 풍향동, 두암동, 각화동, 문흥동, 용봉동, 오치동, 삼각동, 매곡동, 신안동, 임동, 유동 |
| 서방면 (瑞坊面) | 풍향리 일부, 동계리 일부, 동계리 일부, 동계리 일부 | 광주광역시 동구   | 계림동, 동명동, 산수동, 지산동 |
| 지한면 (池漢面) | 소태리, 홍림리, 운림리, 내남리, 선교리, 용연리, 용산리, 월남리 | 광주광역시 동구   | 소태동, 학동, 운림동, 내남동, 선교동, 용연동, 용산동, 월남동 |
| 석곡면 (石谷面) | 금곡리, 충효리, 덕의리, 화암리, 청풍리, 망월리, 장등리, 운정리 | 광주광역시 북구   | 금곡동, 충효동, 덕의동, 화암동, 청풍동, 망월동, 장등동, 운정동 |
| 우치면 (牛峙面) | 생용리, 용전리, 용강리, 효령리, 수곡리, 태령리 | 광주광역시 북구   | 생용동, 용전동, 용강동, 효령동, 수곡동, 태령동 |
| 본촌면 (本村面) | 본촌리, 용두리, 지야리, 신용리, 연제리, 양산리, 일곡리, 월산리, 대촌리, 오룡리 | 광주광역시 북구   | 본촌동, 용두동, 지야동, 신용동, 연제동, 양산동, 일곡동, 월출동, 대촌동, 오룡동 |
| 극락면 (極樂面) | 운암리, 동림리 일부 | 광주광역시 북구   | 운암동, 동림동 |
| 극락면 (極樂面) | 덕흥리, 유촌리, 동림리 일부, 쌍촌리, 치평리, 신례리, 화정리, 내방리 일부, 내방리 일부 | 광주광역시 서구   | 덕흥동, 유촌동, 동천동, 쌍촌동, 치평동, 농성동, 화정동, 내방동, 광천동 |
| 서창면 (西倉面) | 세하리, 벽진리, 매월리, 마륵리, 금호리, 풍암리, 용두리, 서창리 | 광주광역시 서구   | 세하동, 벽진동, 매월동, 마륵동, 금호동, 풍암동, 용두동, 서창동 |
| 서창면 (西倉面) | 송대리 | 광주광역시 광산구 | 송대동 |
| 송정면 (松汀面) | 신촌리, 우산리, 도산리, 도호리, 서봉리, 인암리, 운수리, 소촌리, 송정리 | 광주광역시 광산구 | 신촌동, 우산동, 도산동, 도호동, 서봉동, 인암동, 운수동, 소촌동, 송정동 |
| 비아면 (飛鴉面) | 비아리, 도촌리, 쌍암리, 월계리, 산월리, 수완리, 신창리, 신가리, 운남리 | 광주광역시 광산구 | 비아동, 도천동, 쌍암동, 월계동, 산월동, 수완동, 신창동, 신가동, 운남동 |
| 하남면 (河南面) | 안청리, 진곡리, 오산리, 장덕리, 흑석리, 하남리, 장수리, 산정리, 월곡리 | 광주광역시 광산구 | 안청동, 진곡동, 오선동, 장덕동, 흑석동, 하남동, 장수동, 산정동, 월곡동 |
| 임곡면 (林谷面) | 고룡리, 신룡리, 두정리, 박호리, 등임리, 산막리, 임곡리, 사호리, 오산리, 광산리 | 광주광역시 광산구 | 고룡동, 신룡동, 두정동, 박호동, 등임동, 산막동, 임곡동, 사호동, 오산동, 광산동 |
| 동곡면 (東谷面) | 황룡리, 복룡리, 요기리, 하산리, 유계리, 용봉리, 본덕리 | 광주광역시 광산구 | 황룡동, 복룡동, 요기동, 하산동, 유계동, 용봉동, 본덕동 |
| 효천면 (孝泉面) | 교사리 일부 | 광주광역시 서구   | 양동 |
| 효천면 (孝泉面) | 봉선리, 벽도리, 주월리 일부, 주월리 일부, 진월리, 송하리, 임암리, 행암리, 노대리, 덕남리, 양림리 일부, 양림리 일부, 교사리 일부 | 광주광역시 남구   | 봉선동, 백운동, 주월동, 월산동, 진월동, 송하동, 임암동, 행암동, 노대동, 덕남동, 양림동, 방림동, 서동 |
| 대촌면 (大村面) | 도촌리, 구소리, 신장리, 칠석리, 석정리, 화장리, 대지리, 월성리, 양촌리, 승촌리, 압촌리, 지석리, 양과리, 이장리, 원산리 | 광주광역시 남구   | 도금동, 구소동, 신장동, 칠석동, 석정동, 화장동, 대지동, 월성동, 양촌동, 승촌동, 압촌동, 지석동, 양과동, 이장동, 원산동 |

- 삼국 시대 무진주(武珍州)라 불리었고, 남북국 시대 무주(武州)라 불리었다.
- 1895년 6월 23일(음력 윤5월 1일) 나주부 광주군으로 개편되었다.[16]

- 1896년 8월 4일 전라남도 광주군으로 개편되었다.[17]

41면 - 성내면, 공수방면, 부동방면, 기례방면, 지한면, 석저면, 상대곡면, 하대곡면, 우치면, 갑마보면, 석제면, 삼소지면, 천곡면, 마지면, 거치면, 흑석면, 와곡면, 소고룡면, 우산면, 고내상면, 소지면, 동각면, 마곡면, 선도면, 당부면, 방하동면, 대지면, 계촌면, 칠석면, 유등곡면, 덕산면, 내정면, 황계면, 군분면, 서양면, 두방면, 오치면, 도천면, 효우동면, 갈전면, 대치면
- 1914년 4월 1일 갈전면과 대치면은 담양군(대전면)에 편입하고, 함평군 오산면을 편입하여 군·면 통폐합을 단행하였다.[18]

| 조선총독부령 제111호 |                |                                                                |             |             |
| 구 행정구역 | 신 행정구역    | 신 행정구역                                                    | 신 행정구역 | 신 행정구역 |
| 광주군 성내면(城內面) | 광주면         |                                                                |             |             |
| 광주군 부동방면(不動坊面) | 광주면         |                                                                |             |             |
| 광주군 공수방면(公須坊面) | 광주면         |                                                                |             |             |
| 광주군 기례방면(奇禮坊面) 누항리 일부/(공수방면) 상촌리 일부 | 광주면         | 누문리                                                         |             |             |
| 광주군 서양면(瑞陽面) 치동리/관전리/효죽리 일부/대가리 일부/계천리 일부/신흥리 일부/병문리 일부/(두방면) 두암리 일부, 중가리/모롱리/계천리 일부/이동리 일부/병문리 일부/대가리 일부/효죽리 일부/(기례방면) 태봉리/누항리 일부 | 서방면         | 우산리, 중흥리                                                 |             |             |
| 광주군 두방면(斗坊面) 각화리 일부, 각화리 일부/월동리, 선적리/지상리/지막리/단사리/원촌리/동계리/(부동방면)서남리 일부, 장원리/호두리, 풍동리/고사리 | 서방면         | 각화리, 두암리, 동계리(東溪里), 장호리(壯虎里), 풍향리         |             |             |
| 광주군 오치면(梧峙面) 삼각리/가작리/외촌리/월산리, 중외리/백련리/어매리/한천리/봉곡리 일부, 청계리 일부/(서양면) 이동리 일부/(동각면) 유림리 일부/(기례방면) 신촌리/누항리 일부, 상촌리 일부/하촌리 일부, 반룡리/봉곡리 일부/용주리 일부/청계리 일부/하촌리 일부, 송정리/문산리 일부/용주리 일부/(서양면) 신흥리 일부/(두방면) 각화리 일부 | 서방면         | 삼각리, 매곡리, 신안리, 오치리, 용봉리, 문흥리                 |             |             |
| 광주군 효우동면(孝友洞面) 진제리/점촌리/구암리 일부/(도천면)월전리, 노대리, 덕남리, 조봉리/이선리/불로리/용정리/옹정리, 행정리/대동리/구암리 일부/도동리 일부, 송산리/일성리/입하리/호암리 | 효천면         | 진월리, 노대리, 덕남리, 봉선리, 행암리, 임암리, 송하리         |             |             |
| 광주군 도천면(陶泉面) 월산리/신촌리/염주리 | 효천면         | 주월리                                                         |             |             |
| 광주군 지한면(池漢面) 서남리/주곡리/태봉리/홍연리, 소태리, 운곡리/신림리, 내지리/남계리/주남리 일부, 신촌리/선동리 일부/교항리, 용연리/선동리 일부, 주남리 일부/(부동방면)월동리/녹동리 | 지한면         | 홍림리(洪林里), 소태리, 운림리, 내남리, 선교리, 용연리, 월남리 |             |             |
| 광주군 부동방면 용강리/화산리/(도천면)화산리 | 지한면         | 용산리                                                         |             |             |
| 광주군 대지면(大枝面) 본촌리/상촌리, 승촌리, 양촌리/반촌리, 곡촌리/산촌리 | 대촌면         | 대지리, 승촌리, 양촌리, 월성리                                 |             |             |
| 광주군 칠석면(漆石面) 본동리, 도촌리/신촌리, 도덕리/구소리, 도장리/죽촌리/(나주군 두산면[頭山面])신기리/반월리/상촌리 | 대촌면         | 칠석리, 도촌리, 구소리, 신장리                                 |             |             |
| 광주군 계촌면(桂村面) 석교리/내동리/석정리/상장리, 화장리/지동리/농막리 | 대촌면         | 석정리, 화장리                                                 |             |             |
| 광주군 유등곡면(柳等谷面) 향등리/지산리/수촌리/광석리, 대문리/복호리/개동리, 만산리/원촌리/내동리, 순생리/이장리/황산리/복수리/야평리, 지석리/신촌리 | 대촌면         | 양과리, 압촌리, 원산리, 이장리, 지석리                         |             |             |
| 광주군 방하동면(方下洞面) 대촌리/구기리/송정리, 원촌리/중촌리/발산리, 구룡리/신룡리/내동리/마현리/봉학리/학동리/신촌리/남산리 | 서창면         | 송대리, 서창리, 용두리                                         |             |             |
| 광주군 선도면(船道面) 세도리/동하리/(방하동면)창촌리, 동산리/회산리/화개리 | 서창면         | 세하리, 매월리                                                 |             |             |
| 광주군 당부면(當夫面) 벽진리/(선도면)마산리/월산리, 풍암리/운리리, 심곡리/만호리/금부리/망월리, 마륵리/신기리/북촌리 | 서창면         | 벽진리, 풍암리, 금호리, 마륵리                                 |             |             |
| 광주군 갑마보면(申馬保面) 복룡리/신평리/신기리, 양지리/내촌리, 거상리/거하리/용두리, 본촌리, 태야리/지산리 | 본촌면(本付面) | 신용리, 양산리, 용두리, 본촌리, 지야리                         |             |             |
| 삼소지면(三所旨面) 상대리/하대리, 오룡리/신점리/입동리/저작리, 금당리/궁암리/해산리/용정리/고내리 | 본촌면(本付面) | 대촌리, 오룡리, 월산리                                         |             |             |
| 석제면(石堤面) 일곡리/일동리, 신촌리/연제리 | 본촌면(本付面) | 일곡리, 연제리                                                 |             |             |
| 광주군 우치면(牛峙面) 입암리/신평리/용강리/동작리/서작리/종방리/학림리, 시변리/용전리, 내동리/지내리/생용리, 반곡리/수곡리/두촌리, 단지리/회룡리, 신촌리/학동리/승평리/우곡리/봉황동리 | 우치면         | 용강리, 용전리, 생용리, 수곡리, 태령리, 효령리                 |             |             |
| 광주군 군분면(軍盆面) 신흥리/연례리, 신방리/내동리, 중작리/송정리/신기리, 택동리/효사리/쌍촌리 일부, 계수리/노치리/(내정면)하촌리/평촌리 | 극락면         | 신례리, 내방리, 화장리, 쌍촌리, 치평리                         |             |             |
| 광주군 내정면(內丁面) 신촌리/(군분면)쌍촌리 일부 | 극락면         | 유촌리                                                         |             |             |
| 광주군 덕산면(德山面) 동작리/서작리 | 극락면         | 덕흥리                                                         |             |             |
| 광주군 황계면(黃溪面) 동배리/죽림리/용산리, 대내리/대자리 | 극락면         | 동림리, 운암리                                                 |             |             |
| 광주군 석저면(石底面) 원촌리/신촌리/이치리, 본촌리/덕의리, 평무리/북촌리/충효리/평촌리/당촌리 | 석곡면         | 금곡리, 덕의리, 충효리                                         |             |             |
| 광주군 상대곡면(上大谷面) 분토리, 신촌리/등촌리, 화암리 | 석곡면         | 망월리, 청풍리, 화암리                                         |             |             |
| 광주군 하대곡면(下大谷面) 장동리/(상대곡면)용호리, 어운리/복정리 | 석곡면         | 장등리, 운정리                                                 |             |             |
| 광주군 소지면(所旨面) 산수리/강동리/서봉리, 탑동리/선암리/중보리, 운수리/매방리/사동리, 송정리/월촌리/신덕리, 선계리/상촌리/소촌리/신역리/남성리 | 송정면         | 서봉리, 선암리, 운수리, 송정리, 소촌리                         |             |             |
| 광주군 고내상면(古內廂面) 도신리/산암리, 도상리/도하리/수성리, 신촌리/(우산면)신기리 | 송정면         | 도산리, 도호리, 신촌리                                         |             |             |
| 광주군 우산면(牛山面) 동작리/향약리/당사리/서작리 | 송정면         | 우산리                                                         |             |             |
| 광주군 동각면(東角面) 상선리/하선리/팽이리/관두리/복호리, 상승리/요동리/신기리, 본촌리/유림리/서촌리 일부, 침산리/사룡리/서촌리 일부, 수성리/(고내상면)도신리 일부/수성리 일부 | 동곡면         | 복룡리, 요기리, 유계리, 하산리, 황룡리                         |             |             |
| 광주군 마곡면(馬谷面) 유덕리/창교리/(동각면)서호리/분토리/본동리, 용동리/평산리 | 동곡면         | 본덕리, 용봉리                                                 |             |             |
| 광주군 천곡면(泉谷面) 비아리, 도촌리, 응암리/구암리, 장구리/군수리, 포산리/봉산리 /(마지면)월촌리 | 비아면         | 비아리, 도촌리, 쌍암리, 월계리, 산월리                         |             |             |
| 광주군 마지면(馬池面) 신기리/상가리/대가리/산정리, 반촌리/모구리/탄동리/선창리, 수문리/상완리/하완리, 운림리/금구리 | 비아면         | 신가리, 신창리, 수완리, 운남리                                 |             |             |
| 광주군 거치면(巨峙面) 진곡리/가작리/신안리, 성산리/발산리/시동리, 안청리/계양리 | 하남면         | 진곡리, 오산리, 안청리                                         |             |             |
| 광주군 와곡면(瓦谷面) 사상리/월곡리, 산정리/가야리, 구방리/장성리/수남리 | 하남면         | 월곡리, 산정리, 장수리                                         |             |             |
| 광주군 흑석면(黑石面) 하남리/단전리/(와곡면)경암리, 시이리/하신리, 장자리/성덕리/(천곡면)신완리 | 하남면         | 하남리, 흑석리, 장덕리                                         |             |             |
| 광주군 소고룡면(召古龍面) 요동리/상림리/하림리/(오산면)복영리/성내리, 가정리/두동리, 신촌리/천동리/용동리, 정광리/연동리/기룡리/산막리, 용두리/(함평군 오산면)신봉리/장교리 | 임곡면         | 임곡리, 두정리, 신용리, 고룡리, 산막리                         |             |             |
| 함평군 오산면(烏山面) 등임리/(소고룡면)원정리/방혜리, 강도리/광곡리/종산리/석동리/우평리, 상촌리/와산리, 임곡리/봉흥리/사호리, 박산리/상박리/노동리/용암리 | 임곡면         | 등임리, 광산리, 오산리, 사호리, 박호리                         |             |             |

15면 - 광주면, 지한면, 석곡면, 우치면, 본촌면, 비아면, 하남면, 임곡면, 송정면, 동곡면, 서창면, 대촌면, 극락면, 서방면, 효천면
- 1923년 효천면 양림리, 교촌리, 지한면 홍림리 일부, 원지리, 서방면 동계리, 신안리 각 일부를 광주면에 이관하였다.
- 1931년 4월 1일 광주면이 광주읍으로 승격하고,[19] 우치면과 본촌면을 지산면(芝山面)으로 합면하였다. (1읍 13면)
- 1935년 4월 1일 서방면, 지한면, 효천면, 극락면의 각 일부가 광주읍에 편입되고, 효천면과 지한면을 효지면(孝池面)으로 합면하였다.[20] (1읍 12면)
- 1935년 10월 1일 광주군 광주읍이 광주부로 승격되어 분리되고, 광주군을 광산군으로 개칭하였다.[1] (12면)

| 부령 제112호                                                                               |                                                                                            |
| 구 행정구역                                                                                | 신 행정구역                                                                                |
| 광주군 광주읍                                                                              | 광주부                                                                                     |
| 광주군 석곡면·지산면·비아면·하남면·임곡면·송정면·동곡면·서창면·대촌면·극락면·서방면·효지면 | 광산군 석곡면·지산면·비아면·하남면·임곡면·송정면·동곡면·서창면·대촌면·극락면·서방면·효지면 |

## 같이 보기
- 광주광역시
- 광산구